# Simon Wheeldon
Simon Wheeldon (* 30. August 1966 in Vancouver, British Columbia) ist ein ehemaliger kanadisch-österreichischer Eishockeyspieler, der während seiner Karriere unter anderem für die New York Rangers und die Winnipeg Jets aus der National Hockey League aktiv war.

## Karriere
Wheeldon begann seine Karriere 1983 in der kanadischen Juniorenliga Western Hockey League bei den Victoria Cougars. Während des NHL Entry Draft 1984 sicherten sich die Verantwortlichen der Edmonton Oilers die Rechte an dem Offensivspieler und wählten ihn in der 11. Runde an insgesamt 229. Position aus. Im Sommer 1986 wechselte er in die American Hockey League zu den New Haven Nighthawks. Seine ersten NHL-Partien absolvierte der Kanadier in der Saison 1987/88, als er im März fünf Mal in acht Tagen für die New York Rangers zum Einsatz kam und dabei einen Assist erzielte. Es folgten weitere sechs Spiele in der folgenden Saison im Januar 1989. Während seiner Zeit bei den Rangers war Wheeldon hauptsächlich für diverse Farmteams in den unteren nordamerikanischen Eishockeyligen aktiv. 
Zur Saison 1990/91 schloss er sich den Winnipeg Jets an, die ihn allerdings ebenfalls an das damalige Farmteam, die Moncton Hawks abgaben. Das Trikot der Winnipeg Jets trug der damals 24-jährige lediglich vier Mal ab Ende Oktober 1990. Nach einer weiteren Spielzeit bei den Baltimore Skipjacks in der AHL, forcierte er 1992 einen Wechsel nach Europa. Dort wurde das Management des damaligen österreichischen Erstligisten VEU Feldkirch auf Wheeldon aufmerksam und nahm ihn unter Vertrag. In der Folgezeit konnte sich der Linksschütze bei den Feldkirchern als Topscorer und Leistungsträger etablieren. So erzielte er in seiner ersten Spielzeit für seinen neuen Klub in 50 absolvierten Partien 86 Scorerpunkte. Des Weiteren feierte er einige nationale und internationale Erfolge mit dem Verein. So konnte er fünf Mal die österreichische Meisterschaft, vier Mal die Meisterschaft der Alpenliga und ein Mal die European Hockey League gewinnen.
Zum Ende der Saison 1998/99 verließ Wheeldon den Klub und unterschrieb einen Vertrag bei den München Barons aus der Deutschen Eishockey Liga. Mit den Barons gewann der ehemalige NHL-Spieler im Jahr 2000 die Deutsche Meisterschaft sowie im Jahr 2001 die Deutsche Vizemeisterschaft. Nachdem der Verein im Sommer 2002 nach Hamburg umzog kehrte er nach Österreich zurück. Dort ging er erneut zwei Spielzeiten für die VEU Feldkirch aufs Eis, ehe er 2004 seine aktive Eishockeykarriere im Alter von 38 Jahren beendete.

### International
Wheeldon absolvierte insgesamt 25 Spiele für die österreichische Nationalmannschaft und konnte dabei 13 Mal punkten. Er nahm mit den Österreichern an der B-WM 1997 in Polen, an der A-WM 2000 in Russland und an der A-WM 2001 in Deutschland teil. Des Weiteren vertrat er Österreich bei den Olympischen Spielen 2002 in Salt Lake City.

## Erfolge und Auszeichnungen
- 1988 IHL Second All-Star Team
- 1989 IHL Second All-Star Team